# PC Zone
PC Zone — британский журнал, посвящённый компьютерным играм, выходивший с 1993 по 2010 год. PC Zone был первым журналом в Великобритании, целиком посвященным играм для IBM PC-совместимых компьютеров.  
Журнал сопровождался диском, содержащим демонстрационные версии игр. По мнению некоторых журналистов, PC Zone отличался от других журналов своим «бунтарским» и «анархистским» подходом к игровой индустрии.

## История
Первый выпуск журнала состоялся в апреле 1993 года. Первым издателем журнала была компания Dennis Publishing. В 2004 году журналы PC Zone и Computer and Video Games были куплены у Dennis Publishing компанией Future plc.
В 2008 году из-за недовольства политикой, проводимой издательством, из журнала уволилась часть авторов и редакторов. 
В июле 2010 года Future plc анонсировало, что журнал будет закрыт. Последний номер PC Zone вышел в сентябре 2010 года.